# Nyan Cat

Nyan Cat

Nyan Cat — це відео YouTube, завантажене у квітні 2011 року, яке стало інтернет-мемом. На відео зображений піксельний кіт із торсом у вигляді печива поп-тарт, що летить у космосі серед зірок та залишає за собою веселковий слід. Відео супроводжується аудіодоріжкою в жанрі J-Pop. Відео зайняло п'яте місце в списку найпопулярніших відео YouTube у 2011 році.

## Походження

### Анімований GIF
2 квітня 2011 року 25-річний Крістофер Торрес з Далласа, штат Техас, під іменем «prguitarman», опублікував на своєму вебсайті LOL-Comics анімацію кота у форматі GIF. Торрес пояснив в інтерв’ю, як виникла ідея анімації: «Я збирав пожертви для Червоного Хреста, і між малюнками у моєму відеочаті Livestream двоє різних людей сказали, що я повинен намалювати поп тарт і кота. У відповідь він створив гібридне зображення, яке через декілька днів було перетворено в анімований GIF. Nyan Cat заснований на реальному коті: домашньому коті Торреса Марті, який помер у листопаді 2012 року від котячого інфекційного перитоніту.

### Пісня
Оригінальна версія пісні "Nyanyanyanyanyanyanya!" було завантажено користувачем "daniwell" на японський відеосайт Niconico 25 липня 2010. У пісні бере участь віртуальна співачка Vocaloid Хацуне Міку. Японське слово nya (яп. にゃ) (wikt:にゃん) є ономатопеєю, яка імітує крик кота (еквівалент українського «няв»). Пісня пізніше була включена в ритмічну гру Hatsune Miku: Project DIVA F, випущену Sega в серпні 2012 року.
30 січня 2011 року користувач під іменем «Momomomo» завантажив кавер на пісню «Nyanyanyanyanyanyanya!» за участю голосу UTAU Момоне Момо. Голос який був використаним для створення голосу Момоне Момо, була японка, на ім'я Фуджімото Момоко.

### Відео YouTube
Користувач YouTube «saraj00n» (чиє справжнє ім'я Сара Джун) поєднав анімацію кота з версією пісні «Momomomo» «Nyanyanyanyanyanyanya!» і завантажив її на YouTube 5 квітня 2011 року, через три дні після того, як Торрес завантажив свою анімацію, назвавши її «Nyan Cat». Відео швидко набуло успіху після розміщення на таких вебсайтах, як G4 і CollegeHumor. Крістофер Торрес сказав: «Спочатку він називався Pop Tart Cat, і я буду називати його так, але в Інтернеті вирішили назвати його Nyan Cat, і я теж задоволений цим вибором».
У березні 2019 року право власності на канал YouTube, на якому розміщено оригінальне відео Nyan Cat, було передано Means TV, службі потокового відео.
У листопаді 2023 року оригінальне відео Nyan Cat перестало бути доступним на YouTube-каналі saraj00n, і його нове місце було вказано як YouTube-канал NyanCat.

### Продаж як NFT
У лютому 2021 року повідомлялося, що оригінальний творець GIF Кріс Торрес створив оновлену версію та продав її як незамінний токен (NFT) за 300 ефірів (криптовалюта), що еквівалентно було 587 000 доларів США на момент продажу.

## Сприйняття людьми

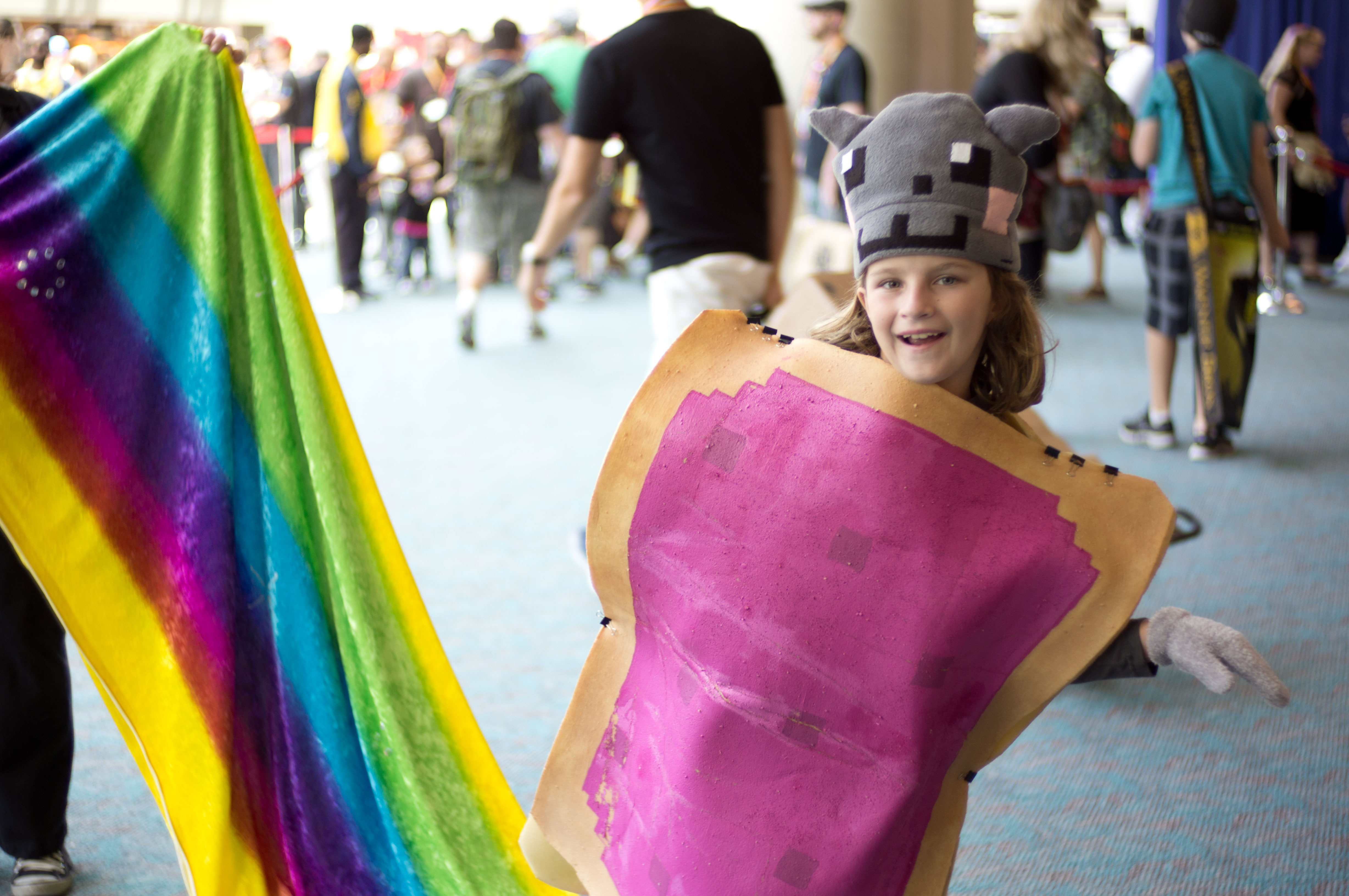
Косплей Nyan Cat на San Diego Comic-Con 2012

Музичне відео Nyan Cat досягло дев'ятого місця в десятці найкращих вірусних відео за версією Business Insider у квітні 2011 року із 7,2 мільйонами переглядів. станом на 3 травня 2023 оригінальне відео YouTube набрало 205 мільйонів переглядів. Nyan Cat отримав нагороду Webby Award у 2012 році за «Мем року».
Завдяки популярності відео було створено багато нових реміксів і кавер-версій, деякі з яких тривали кілька годин. Існують також мелодії дзвінка, фонові малюнки та програми, створені для операційних систем і пристроїв. Також були розроблені відеоігри для iPhone, iPad, Symbian, Android, Windows Phone, і HP webOS, а також різноманітні флеш ігри та мобільні ігри, такі як «Змійка» з використанням райдужного хвоста кота або нескінченні ранери, такі як «Nyan Cat: Lost in Space». «Nyan Cat Adventure» від 21st Street Games є офіційно ліцензованою грою. Офіційно ліцензована криптовалюта під назвою Nyancoin" з доменним іменем nyanco.in (пізніше nyan-coin.org) була запущена в січні 2014 року.

### Вебсайт
Крістофер Торрес спочатку розкритикував вебсайт www.nyan.cat, який спочатку показував схожого на вигляд кота з поп тартом, заміненим скибочкою тосту і такою ж фоновою музикою. Сайт, який використовує спонсорований домен верхнього рівня .cat, був описаний Торресом як плагіат. З 2012 року вебсайтом керує Торрес, і на ньому представлена автентична версія кота.

## Позов до суду
У травні 2013 року, Крістофер Торрес і Чарльз Шмідт, творці Nyan Cat і Keyboard Cat, спільно подали до суду на 5th Cell і Warner Bros. за порушення авторських прав і торгових марок через появу цих персонажів без дозволу в серії відеоігор Scribblenauts. Торрес і Шмідт зареєстрували авторські права на своїх героїв і мають заявки на торгівельну марку на імена. Торрес опублікував заяву, в якій говориться, що він намагався отримати компенсацію від 5th Cell і Warner Bros. за комерційне використання персонажа, але його не поважали. Позов було вирішено у вересні 2013 року, коли Торрес і Шмідт отримали гроші за використання персонажів.